# Rossendale
Rossendale este un district ne-metropolitan situat în Regatul Unit, în comitatul Lancashire din regiunea North West, Anglia.

## Orașe din cadrul districtului
- Bacup
- Rawtenstall
- Whitworth